# ランスティングブレーキンゲ
ランスティングブレーキンゲ (Landstinget Blekinge) はブレーキンゲ県の公衆衛生と医療、福祉、教育を主に担当するランスティングである。ランスティング議会(landstingsfullmäktige)の定数は47名。会派は中央の議会に議席を持っている8政党で構成されている。第一党はスウェーデン社会民主労働党で、全議席中20議席を占める。